# 麥基諾鎮區 (密歇根州)
麥基諾鎮區（英語：Mackinaw Township）是位於美國密歇根州希博伊根縣的一個行政鎮區。

## 地方資料
麥基諾鎮區的面積為32.20平方千米，當中陸地面積為29.60平方千米，而水域面積為3.60平方千米。根據2020年美國人口普查的數據，當地共有人口937人，而人口密度為每平方千米29.1人。